# Jon Vickers
Jon (Jonathan Stewart) Vickers (Prince Albert, Saskatchewan, 29 de octubre de 1926-Ontario, 10 de julio de 2015) fue un tenor heroico canadiense. 
Formado en Toronto, debutó en el Royal Opera House de Londres en 1956, y en Festival de Bayreuth en 1958 como Sigmund, uno de sus roles más representativos, en El anillo del nibelungo de Richard Wagner. Durante los años 60 y 70 fue uno de los cantantes más requeridos por los teatros internacionales. 
Entre las cualidades de Vickers se suele destacar el poder y sutileza de su voz, su complexión física fornida y musculosa, y sus cualidades dramáticas, todo ello le sirvió para ser un memorable intérprete de papeles como Tristan, Otello, Samson (de Saint-Saëns y Händel), Eneas, Florestan o el atormentado Peter Grimes de Benjamin Britten, uno de sus máximos triunfos.
Por motivos religiosos (Vickers era un ferviente cristiano) rehusó cantar el papel de Siegfried, en la ópera homónima, y Tannhäuser, pero fue un excepcional Parsifal.
Actor de intensidad desconocida en los escenarios líricos, su desempeño en escena será recordado como Jason (junto a Medea por Maria Callas), Don José (junto a la Carmen de Grace Bumbry), Otello (junto a Renata Scotto o Mirella Freni), Siegmund (junto a Leonie Rysanek o Régine Crespin), Samson (junto a Shirley Verrett), , Neron (junto a Gwyneth Jones como Poppea), Florestán (junto a Christa Ludwig o Helga Dernesch), Pollione (junto a la Norma de Montserrat Caballé) y muy especialmente como Tristan junto a Birgit Nilsson, pareja ideal de los roles wagnerianos sólo lo cantaron juntos seis funciones en el Teatro Colón de Buenos Aires, una en el Metropolitan Opera, la Ópera Estatal de Viena, la Ópera Estatal de Baviera en Múnich el Teatro Antiguo de Orange del que existe una valiosa filmación.
A partir de la década de 1980 se dedicó a la enseñanza, siendo uno de sus alumnos más conocidos el también canadiense, Ben Heppner, que suele ser identificado como su heredero (no solo por su parecido como por cantar el mismo repertorio).
Falleció a la edad de 88 años.

## Discografía principal
- Beethoven - Fidelio - Klemperer
- Beethoven - Fidelio - Karajan
- Bellini - Norma - Patané (DVD)
- Bizet - Carmen - Karajan (DVD)
- Britten - Peter Grimes - Colin Davis
- S.Saens - Samson et Dalilah - Pretre
- S.Saens - Samson et Dalilah - Colin Davis (DVD)
- Schubert - Winterreise
- Verdi - Otello - Levine DVD)
- Verdi - Otello - Serafin
- Verdi - Otello Karajan (DVD)
- Wagner - Tristan & Isolde - Karajan
- Wagner - Tristan & Isolde - Böhm (DVD)
- Wagner - Die Walküre - Karajan
- Wagner - Die Walküre - Leinsdorf